# Yog-Sothoth
Yog-Sothoth é uma divindade que habita o sombrio mundo criado por H.P. Lovecraft em seus contos.A entidade cósmica Yog-Sothoth foi mencionada pela primeira vez em The Case of Charles Dexter Ward (escrito em 1927, publicado pela primeira vez em 1941). Diz-se que o ser assume a forma uma união de esferas brilhantes. É uma divindade onisciente, o que significa que conhece o passado, o presente e o futuro. Yog-Sothoth é coextensivo com todo o tempo e espaço, mas supostamente está trancado fora do universo em que habitamos. Sua natureza cósmica é sugerida numa passagem de "Através dos Portões da Chave de Prata" (1934) de Lovecraft e E. Hoffmann Price. Yog-Sothoth tudo vê e sabe tudo. Para "agradar" esta divindade pode trazer conhecimento de muitas coisas. No entanto, como a maioria dos seres do mito, vê-lo ou aprender muito sobre ele é cortejar o desastre. Alguns autores afirmam que o favor do deus requer um sacrifício humano ou servidão eterna.
De acordo com a genealogia que Lovecraft planejou para seus personagens (posteriormente publicada como "Carta 617" em Selected Letters), Yog-Sothoth é filho das Brumas Sem Nome, que nasceram da divindade Azathoth. Yog-Sothoth acasalou-se com Shub-Niggurath para produzir as divindades gêmeas Nug e Yeb, enquanto Nug gerou Cthulhu por partenogênese. No conto de Lovecraft "O Terror de Dunwich", Yog-Sothoth engravida uma mulher mortal, Lavinia Whateley, que então dá à luz dois filhos gêmeos: o humanóide Wilbur Whateley e seu irmão mais monstruoso sem nome. o conto de Anders Fager, "Grandmother's Journey", uma tribo de cães ou humanos semelhantes a lobos (análogos aos "carniçais" dos mitos de Lovecraft) teria se sacrificado a Yog-Sothoth para se tornar "diferente". Em "Herr Goering's Artifact" de Fager, Yog-Sothoth é invocado para proteger um casal de bruxas do Padre Dagon.
Yog-Sothoth tem alguma conexão com os misteriosos Antigos mencionados em "The Dunwich Horror" (1929), mas sua natureza, seu número e sua conexão com Yog-Sothoth são desconhecidos. No entanto, eles provavelmente são aliados dele de alguma forma, já que Wilbur Whateley, o filho meio-humano de Yog-Sothoth, tentou convocá-los para que pudessem controlar o gêmeo mais contaminado de Wilbur e fazê-lo se reproduzir. No final da última história de Lovecraft, "The Haunter of the Dark", o protagonista Robert Blake chama Yog-Sothoth para salvá-lo da entidade maligna de mesmo nome que ele soltou.